# Margaret Crofoot
Margaret C. Crofoot, född 1980, är en amerikansk beteendevetare och evolutionsantropolog.
Crofoot studerade humanbiologi vid Stanford University med kandidatexamen 2001 och tog därefter magisterexamen i antropologi vid Harvard University år 2003 och doktorsexamen 2008. Hon var anställd som postdoktor vid Smithsonian Tropical Research Institute i Panama efter 2010. Från 2017 till 2019 var hon docent vid University of California, Davis. 2018 fick hon ett stipendium vid universitetet i Konstanz för att utveckla området rörelseekologi och expandera från fiskar och fåglar till apor. Sedan juli 2019 har hon varit "vetenskaplig medlem" i Max Planck Society och en av de tre direktörerna vid Max Planck Institute for Animal Behavior grundat 2019, baserat i Radolfzell am Bodensee och Konstanz.
Crofoot forskar om rörelsemönstren för till exempel babianflockar med GPS-sändare och kan därigenom dra slutsatser om hur beslutsfattande i flocken ser ut. Hennes studier påvisar att rörelsen inte bara bestäms av flockens ledare, utan även att det förekommer majoritetsbeslut och reflexmässigt beteende.
Crofoot är medlem i rådet för ICARUS-Initiative (International Collaboration for Animal Research Using Space) från Martin Wikelski.

## Utgivna texter (urval)
- Strandburg-Peshkin, A, Farine, D, Couzin, I, Crofoot, MC: Shared decision making drives collective movement in wild baboons, Science, Band 348, 2015, s. 1358-1361.[9]
- Kays R, Crofoot MC, Jetz W, Wikelski M: Terrestrial animal tracking as an eye on life and the planet. Science, Band 348, 2015[10].
- Crofoot, MC: The cost of defeat: Capuchins groups travel further, faster and later after losing conflicts with neighbors. American AmerikanskaJournal of Physical Anthropology, Band 152, 2013, s. 79-85.[11]
- Crofoot, MC, Gilby, IC: Cheating monkeys undermine group strength in enemy territory. Proceedings of the National Academy of Sciences, Band 109, 2012, s. 501-505.[12]
- Crofoot, MC, Gilby, IC, Wikelski, MC, Kays, RW: Interaction location outweighs the competitive advantage of numerical superiority in Cebus capucinus intergroup contests,  Proceedings of the National Academy of Sciences, Band 105, 2008, s. 577-581.[13]